# 神戸市立宮川小学校
神戸市立宮川小学校（こうべしりつ みやがわしょうがっこう）は、兵庫県神戸市長田区にある公立小学校。

## 概要
地元では「長田さん」の愛称で親しまれる長田神社に隣接した市街地に位置しており、北方向にゆるやかな坂道となっている。神戸市営地下鉄西神山手線-長田駅や神戸高速-高速長田駅が徒歩約8分と近い。1995年、早朝の兵庫県南部地震では周辺地域の被害も大きく、学校も北校舎の被害やブロック塀が倒れるなど多くの被害が出る。全校舎は避難所となる。旧校舎は解体撤去し、1998年（平成10年）2月7日、新校舎に移転した。付近の標高は、18メートル。

## 沿革
- 1956年（昭和31年）4月1日 - 神戸市立長田小学校より分離開校。
- 1957年（昭和32年）1月22日 - 第1期工事新校舎落成
- 1958年（昭和33年）11月7日 - 第2期工事新校舎落成
- 1965年（昭和40年）7月10日 - 講堂落成
- 1977年（昭和52年）9月17日 - 講堂を体育館兼用に改修工事
- 1995年（平成7年）1月17日 - 兵庫県南部震度が5時46分に発生、全校舎が避難所となる[1]
- 1995年（平成7年）2月3日 - 講堂取り壊し工事開始
- 1995年（平成7年）2月13日 - 池田小学校にて授業再開
- 1996年（平成8年）3月28日 - 2階建て仮設校舎完成
- 1996年（平成8年）7月25日 - 旧校舎解体工事開始
- 1998年（平成10年）2月7日 - 新校舎に移転

## 教育目標
- 心豊かに、 たくましく!  ―やさしい子 根気ある子 元気な子―

## 通学区域
神戸市長田区
- 神戸市立丸山中学校
  - 片山町3 - 4丁目、大丸町1丁目、寺池町3丁目
- 神戸市立西代中学校
  - 大塚町1 - 4丁目、片山町1 - 2丁目、五番町7 - 8丁目、寺池町1 - 2丁目、長田町1 - 4丁目、四番町8丁目、六番町7 - 8丁目

## 校区内の主な施設
- 神戸村野工業高等学校

## アクセス
- 神戸市営地下鉄長田駅より北へ徒歩数分（商店街経由）
- 神戸市バス 3・4・13・17系統
  - 長田神社前 北へ徒歩数分
  - 長田5丁目 南へ徒歩数分

## 通学区域が隣接している学校
- 神戸市立室内小学校
- 神戸市立名倉小学校
- 神戸市立長田小学校
- 神戸市立池田小学校
- 神戸市立長田南小学校
- 神戸市立御蔵小学校